# Masthamnen
För masthamnen i Göteborg, se Kronans masthamn.
Masthamnen och Yttre Masthamnen är den ostliga fortsättningen av Stadsgårdshamnen på Södermalm i Stockholm. Kajområdet som ägs och förvaltas av Stockholms hamnar är cirka 600 meter lång och är belägen huvudsakligen mellan Londonviadukten samt Fåfängan och Saltsjön, det sträcker sig från Varvsbranten i väst till Danvikskanalens mynning i öst. Idag disponeras Masthamnen av Viking Line genom Vikingterminalen medan Yttre Masthamnen tjänar som liggplats för internationella kryssningsfartyg.
| Yttre Masthamnen, vy mot öst med Danvikshemmet i bakgrunden och vy mot väst med Ersta klippan och Viking Lines fartyg M/S Gabriella i bakgrunden. |  | Yttre Masthamnen, vy mot öst med Danvikshemmet i bakgrunden och vy mot väst med Ersta klippan och Viking Lines fartyg M/S Gabriella i bakgrunden. |
| Yttre Masthamnen, vy mot öst med Danvikshemmet i bakgrunden och vy mot väst med Ersta klippan och Viking Lines fartyg M/S Gabriella i bakgrunden. |  | |

## Etymologi
En masthamn var ett med en palissad eller pålverk skyddat område inom en hamn, där mastvirke förvarades.

## Historik

Masthamnen 1948 med Erstaklippan i bakgrunden.

Masthamnen i Stockholm fick sitt nuvarande namn år 1925. Stockholms namnberedning motiverade sitt förslag med: “En karta 11 jan. 1774 över trakten, upprättad för upplåtelse av berget till grosshandlare Fredrik Lundin […] utvisar läget av den fordom vid bergets västra ända belägen masthamn.” Även på en ritning över Stockholms stora skeppsvarv från 1745 finns “masthamnen” markerad.
Med “berget” åsyftades Fåfängan och Fredrik Lundin anlade där sin malmgård och sitt lusthus Fåfängan. Malmgården finns fortfarande kvar, numera på kajområdet.
I samband med att Stadsgårdshamnen behövde utvidgas kunde verksamheten vid Stora skeppsvarvet inte längre bedrivas, Tegelviken lades igen och i augusti 1910 invigdes den nya Stadsgårdshamnen och dess uppfartsväg till Folkungagatan. På 1940-talet planerades området för Yttre Masthamnen på delvis utfyllnad i Saltsjön. På Stockholmskartan från 1940 anges där tre långsmala kvarter med namnen Hamnarbetaren, Skeppslasten och Vinschen.

## Nuläge
Stadsgården är tillsammans med Masthamnen en viktig hamn för kryssnings- och färjetrafik. Masthamnens västra del och området vid Londonviadukten disponeras idag (2011) av Viking Line. Yttre Masthamnen är det enda centrala läget i Stockholm för de största kryssningsfartygen, som anlöper staden. Här har Stockholms hamnar två kajplatser. Under lågsäsong är området dåligt utnyttjat och präglas av stora asfaltytor med uppställningsplatser för lastbilar och container. Stockholms stadsbyggnadskontor har tagit fram en detaljplan som ger Viking Line rätt att ha kvar de byggnader man haft tillfälliga bygglov för till och med år 2017.
| Viking Lines M/S Mariella vid Vikingterminalen (2012) och Kryssningsfartyget Emerald Princess i yttre Masthamnen (2011). |  | Viking Lines M/S Mariella vid Vikingterminalen (2012) och Kryssningsfartyget Emerald Princess i yttre Masthamnen (2011). |
| Viking Lines M/S Mariella vid Vikingterminalen (2012) och Kryssningsfartyget Emerald Princess i yttre Masthamnen (2011). |  | |

## Utvecklingsprojekt Masthamnen
Danvikslösen innebär att Saltsjöbanan kommer att byggas om till Tvärbanans standard med dubbelspår. I nuläget planeras för att bredda spårvägen i befintligt läge, med en ny station söder om Londonviadukten. För att integrera Masthamnen och färje/kryssningstrafiken i Danvikslösen har flera utvecklingsförslag presenterats, bland dem ritningar av Jan Inghe-Hagström (1944-2005), tidigare planarkitekt i Stockholms kommun, White arkitekter och Rosenbergs Arkitekter. Av förslagen anses White arkitekter har den bästa kopplingen till resten av nordöstra Södermalm. De föreslår bland annat en överdäckning av Londonviadukten. Enligt en översiktlig kostnadsanalys skulle en överdäckning av Londonviadukten kosta ca 250 miljoner kr. Övriga kostnader har inte studerats.